# Christina Maria Elliger
Christina Maria Elliger (Amsterdam, gedoopt 23 september 1731 - aldaar, begraven 6 maart 1802) was een Nederlandse tekenares en tekenlerares.

## Biografische aantekeningen
Elliger werd in 1731 in Amsterdam geboren als dochter van Anthony Elliger en Christina Houbraken. Haar vader was een bekende portret- en behangselschilder. Ook haar moeder, dochter van de schilder Arnold Houbraken, schilderde en tekende. Elliger werd door haar vader opgeleid. Al op zeventienjarige leeftijd maakte zij volgens Johan van Gool "fraeie en welgelykende Portretten, naer 't leven van aenzienlyke Luiden". Behalve uitvoerend kunstenares was zij ook tekenlerares. Zij trouwde in 1757 te Amsterdam met Gerard Swam en werkte daarna ook wel onder de naam Christina Maria Swam. Elliger overleed in 1802 op 70-jarige leeftijd in haar woonplaats Amsterdam. Zij werd op 6 maart 1802 begraven in de Nieuwe Kerk of de Engelse Kerk aldaar.